# Quintanilla del Monte en Juarros
Quintanilla del Monte en Juarros es una localidad situada en la provincia de Burgos, en la comarca de Montes de Oca, partido judicial de Briviesca, perteneciente al ayuntamiento de Villaescusa la Sombría. Situado en la vertiente mediterránea de los Montes de Oca, linda al sur con el Camino de Santiago en su tramo entre Valdefuentes y San Juan de Ortega, al oeste con Hiniestra, mientras que al norte limita con Villaescusa la Sombría y al este con el Monte de Olmillos perteneciente a Quintanilla del Monte en Juarros.

## Historia

### Edad Media
La primera referencia escrita que se tiene de Quintanilla data del 1013 . A pesar de que estos documentos no son abundantes nos permiten recomponer su pasado, a grandes rasgos.
Es posible interpretar que la vida cotidiana en Quintanilla se mantuvo dentro de cierto ámbito de estabilidad demográfica y por lo tanto, económica y social. La permanencia demostrada del pueblo es en sí misma, un dato trascendental, pues muchos no lo consiguieron y son esos despoblados.

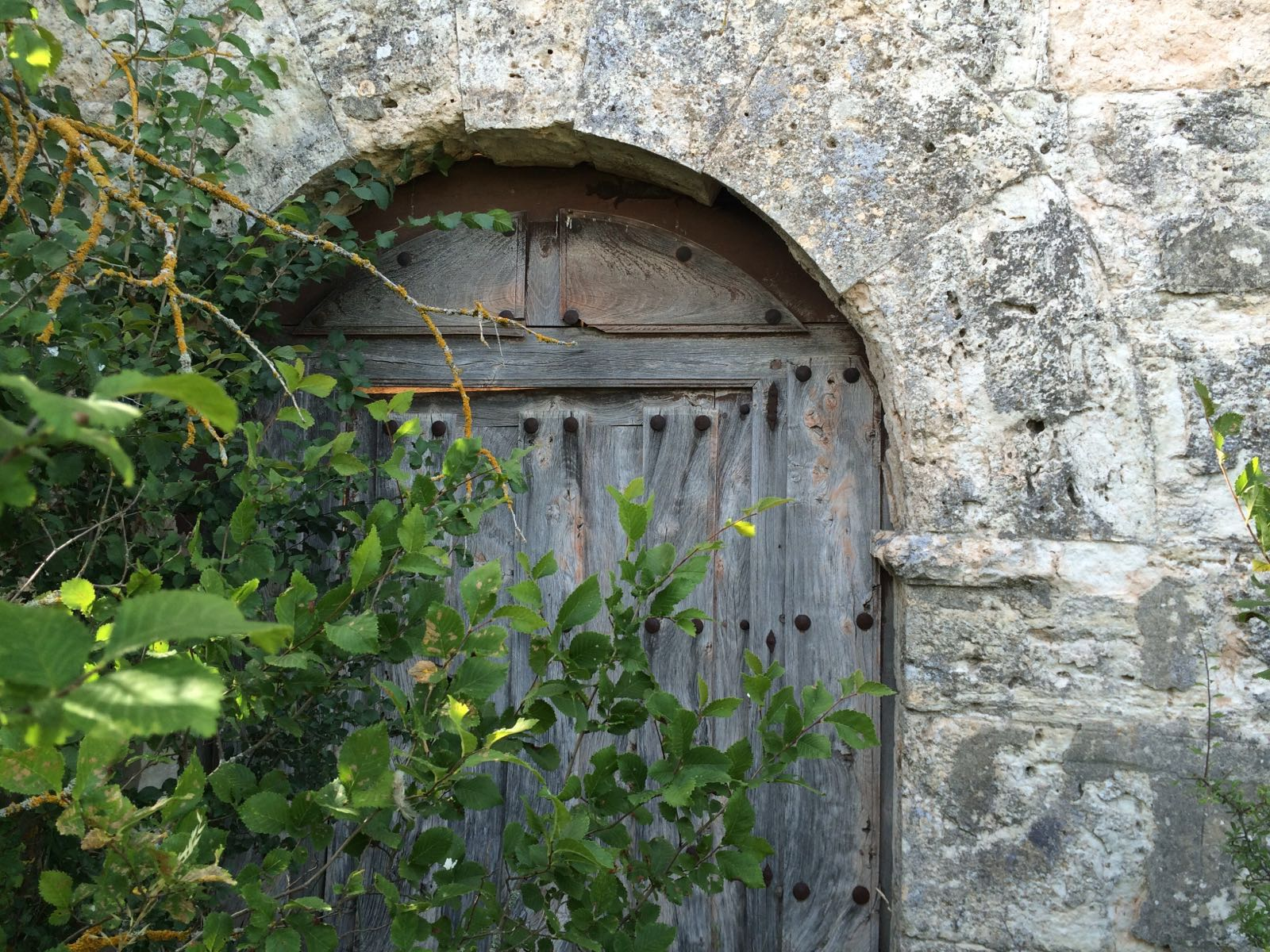

Las tierras eran feraces, propicias para la agricultura de cereales como trigo, cebada y centeno y ganadería, actividades subsistenciales básicas, complementadas por la caza, productos de huerta y quizás algo de intercambio o comercio muy elemental.
El pueblo estaba habitado por familias que bien provenientes de norte o sencillamente de los pueblos vecinos, buscaban nuevos espacios donde asentarse y no tener conflictos vecinales.
En épocas tan tempranas tendrían viviendas austeras, adaptadas a los rigores del clima; la iglesia debió ser un espacio igualmente sencillo, bastaba una construcción modesta que propiciara el reunirse para recibir los servicios religiosos y una especie de punto de reunión espiritual. Sin embargo e insistiré en ello, la población se mantuvo. Testimonio inequívoco de ello son las noticias que en 1263, 1278 y 1283 localizamos en el cartulario de las Huelgas.

### Edad Moderna
En el padrón de la Hermandad de Montes de Oca y Valdepedrosa del año 1598, Quintanilla aparece con diez vecinos, en el censo de 1591 vivían 19 vecinos de los que 17 eran pecheros, 1 hidalgo y 1 clérigo y en el censo de Arana fueron documentados 21.
Ya entrado el siglo XVII volvemos a tener referencias escritas, en este caso por dos documentos atesorados en el Archivo Histórico de la Catedral de Burgos.
Se trata de una cláusula testamentaria del capellán de la iglesia Martín Juez, fechada el 23 de marzo de 1631, fundando un censo de 150 ducados y nombrando por heredero a su abuelo.
Quintanilla pertenecía a la Hermandad de Montes de Oca y estaba incluida en la “Cuadrilla del medio” o sésmo de Piedrahíta, junto a Barrios, Hiniestra, Villaescusa la Sombría, Villaescusa la Solana, Piedrahíta y Santa María del Invierno.
Como dato relevante conviene decir que en Quintanilla tenía la Hermandad su casa, Archivo, sala Audiencia y cárcel.

### Edad Contemporánea
A mediados del siglo XVIII el catastro de la Ensenada nos viene a confirmar la estabilidad de Quintanilla y aporta valiosa información.
A finales del siglo XVI fueron censadas una media de 19 vecinos y casi doscientos años después se mantenían, al igual que sucede con las casas e iglesia parroquial.
La economía no era de excesos pero bastaba para proveer a los vecinos de una dieta equilibrada.
A mediados del siglo XVIII el catastro de la Ensenada nos viene a confirmar la estabilidad de Quintanilla y aporta valiosa información.
Casi cerrando el siglo XVIII el censo llevado a cabo bajo los auspicios de Floridablanca nos muestra los siguientes datos. Sólo apuntar que los veinte y cuatro niños para un pueblo tan pequeño era un dato esperanzador.
Ya en pleno siglo XIX recurrimos nuevamente a la obra de Madoz
En el siglo XX, como consecuencia de la unión con Villaescua la Solan y la Sombría, datos como la demografía se mezclan y resulta imposible particularizar.
Es evidente que el pueblo ha languidecido en el siglo pasado, fenómeno recurrente en el ambiente rural burgalés. La despoblación es un fenómeno que está afectando la calidad de vida de los que, por vocación o decisión, se quedan a vivir en los pueblos, pues hay una cierta tendencia a limitar los servicios que se prestan.

## Edificios religiosos
La iglesia de San Juan Bautista situada en Quintanilla del Monte en Juarros es parroquia de Villaescusa la Sombría y Villaescusa la Solana y pertenece al arciprestazgo de Oca-Tirón de la diócesis de Burgos.
La primera referencia asentada en los Libros de Fábrica está fechada en febrero de 1601, aunque los Libros comienzan cronológicamente en 1599.

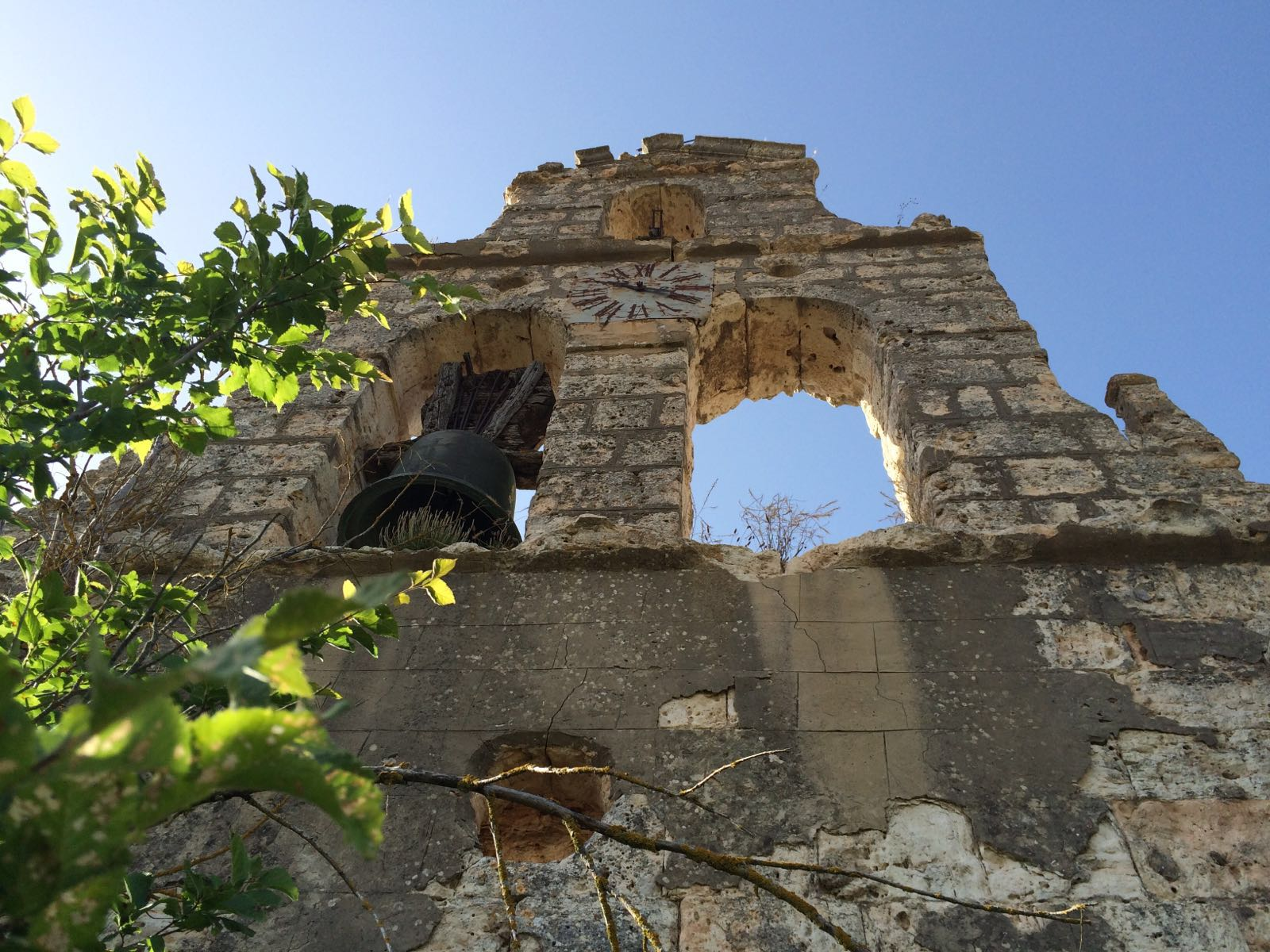
Campanario de la iglesia de Quintanilla del Monte en Juarros

En el año 1601 se localizó el primer descargo vinculado con la fábrica de la parroquia, pues se le abonaron a Juan Ortega de Mena, campanero, 9 reales, como parte de la deuda contraída por fabricar las “...campanas grandes...” y es oportuno agregar que hasta 1605 se le estuvieron pagando pequeñas cantidades.
La iglesia aparece bajo la advocación de San Juan Bautista y todavía en este año se pagan unos reales para cubrir la deuda contraída por la fabricación de los altares.
La primera visita documentada data del mes de junio de 1602 y fue realizada por Obregón, que no emite órdenes específicas para enmendar algún desperfecto o detalle de la iglesia y se concentró en temas vinculados a la liturgia y comportamiento de los feligreses.
Esto nos lleva a sostener la hipótesis, conociendo este tipo de visita, de que la parroquia estaba en perfectas condiciones.
En la visita de 1604 llevada a cabo por el doctor Diego de Sagredo se confirmó que la iglesia de Quintanilla estaba en perfectas condiciones.
Al año siguiente se destinó una partida para comprar tejas y de esta manera retejar el techo de la iglesia; y de paso recomponer el campanario, al parecer obras muy superficiales a juzgar por su costo, que incluía materiales y mano de obra.
En 1607 se efectuó una intervención de cierta magnitud, pues fueron citados varios oficiales y obreros para retejar y apear la iglesia, para lo cual se cortaron y acarrearon importantes cantidades de madera, para corregir los agujeros que poseía la fachada. En el año 1609 los huecos de la fachada no habían sido corregidos y este deterioro de las paredes necesitaba unos imperios corrección.
En 1619, y como resultado de las anotaciones que hizo el Visitador Juan de Irasola, tenemos las primeras noticias de la Cofradía de San Juan Bautista, en ese año fundado por la iniciativa de Juan Martínez de Antón.
Un año después fue necesario reponer el pavimento del sagrado recinto, así como revocar y encalar toda la Sacristía, obras tasadas en 90 reales.
En el año 1633, se llevaron a cabo sucesivas obras tras la designación del maestro Hernando de Menapara, este mandó realizar el paredón de la iglesia, así como retejarla la capilla, que contaba en ese momento con grandes goteras.
En septiembre de 1655 se recompuso nuevamente el campanario, incluyendo toda la carpintería y tejas, por cuyo trabajo se le pagó a Martín de Velastegui 148 reales. Gracias al inventario realizado en el año 1662 por Diego de la Puente y Thomás de Sanpedro se conoce que la iglesia contaba con:
- Dos cálices de plata con sus paternas, uno de ellos labrado por el platero Juan de Campos, residente en Burgos.
- Unas crismeras de plata.
- Unas vinajeras de plata, sin cubrir.
- La custodia de plata.
- Cuatro casullas con sus estolas.
- Tres albas.
- Una muceta de tafetán doble color carmesí y guarnecida en galones de plata.
- Un frontal de damasco blanco de Nuestra Señora.
- Dos frontales clorados.
- Dos misales, uno nuevo y otro viejo.
- Dos campanas.
- Dos pares de corporales.
- Un incenciario de peltre.
- Dos arcas.
- Cinco purificadores.

En el año 1665 se incurrió en obras más importantes, cuyo costo ascendió a más de 300 reales.
En la primavera de 1680 quedó fundada la Cofradía de la
Veracruz.
En 1814 fue necesario sustituir las campanas, y adecentar algunos objetos rituales además de reponer las crismeras, cuya reposición se debió a que fueron robadas por los franceses.
En 1819 se pusieron las nuevas vidrieras cuyo coste ascendió a 130 reales. Entre 1828 y 1829 se retejo parte de la cubierta y fue necesario también recomponer el campanario, dotado de una campana nueva.
A lo largo del siglo XX no se incurrieron en grandes obras.
Actualmente el retablo de la iglesia de Quintanilla del Monte en Juarros, se encuentra restaurado ocupando la cabecera de la iglesia de Santa María del Rosario, situada en el barrio de Fuentecillas (Burgos)

## Gastronomía
La gastronomía típica de la zona incluye:
- Lechazo.
- Morcilla de Burgos.
- Queso fresco de Burgos.